# Antonio Hortelano
Antonio Hortelano Hontangas (Valencia, 16 settembre 1975) è un attore spagnolo.

## Biografia
Hontangas è nato a Valencia il 16 settembre 1975. Dopo aver studiato al Colegio Público Torrefiel di Valencia, si trasferì a Madrid per motivi professionali. 
Ha esordito come attore nel 1995 nel film El seductor di José Luis García Sánchez.

## Filmografia

### Cinema
- El seductor, regia di José Luis García Sánchez (1995)
- La sal de la vida, regia di Eugenio Martín (1996)
- La camisa de la serpiente, regia di Antoni P. Canet (1996)
- Black (1998)
- El sótano, regia di Hugo Stuven - cortometraggio (1998)
- Franco no puede morir en la cama, regia di Alberto Macías - cortometraggio (1999)
- La última parada (Lo peor de todo), regia di Ricardo A. Solla - cortometraggio (1999)
- No te fallaré, regia di Manuel Ríos San Martín (2001)
- Más de mil cámaras velan por tu seguridad, regia di David Alonso (2003)
- La notte delle streghe (Cosa de brujas), regia di José Miguel Juárez (2003)
- Diario de una becaria, regia di Josetxo San Mateo (2003)
- Desde que amanece apetece, regia di Antonio del Real (2005)
- Condón Express, regia di Luis Prieto (2005)
- Doncella dormida, regia di Alberto Evangelio - cortometraggio (2011)
- El ingenio, regia di Rosario Fuentenebro Yubero - cortometraggio (2011)
- Hidrolisis, regia di Sergi Miralles - cortometraggio (2012)
- La final, regia di Valerio Boserman (2015)
- El Viatge, regia di Alberto Evangelio - cortometraggio (2017)
- Manuela, regia di Ángel Villaverde e Lolasart - cortometraggio (2018)
- Solo una más, regia di Guillermo Fernández Groizard - cortometraggio (2020)
- Toni Vargas, regia di Andrea Noceda - cortometraggio (2022)

### Televisione
- Turno de oficio: Diez años después – serie TV, 1 episodio (1996)
- La otra familia – serie TV, 55 episodios (1996)
- Médico de familia – serie TV, 1 episodio (1997)
- Más que amigos – serie TV, 1 episodio (1997)
- Manos a la obra – serie TV, 1 episodio (1998)
- Tío Willy – serie TV, 1 episodio (1998)
- Compañeros – serie TV, 94 episodi (1998-2001)
- Mis estimadas víctimas, regia di Pedro Costa Musté – film TV (2005)
- 7 vidas – serie TV, 1 episodio (2006)
- SMS, sin miedo a soñar – serie TV, 136 episodi (2006-2007)
- Flor de mayo, regia di José Antonio Escrivá – film TV (2008)
- La reina sin espejo, regia di Antonio Onetti – film TV (2009)
- Los misterios de Laura – serie TV, 2 episodi (2011)
- Punta Escarlata – serie TV, 9 episodi (2011)
- El don de Alba – serie TV, 13 episodi (2012-2013)
- Senza identità (Sin identidad) – serie TV, 11 episodi (2014-2015)
- Colegas – serie TV, 1 episodio (2018)

## Riconoscimenti
- 2000 – Fotogramas de Plata
  - Nomination Miglior attore televisivo per Compañeros